# ČSD E 479.0 sorozat
A ČSD E 479.0 sorozat (1988 után: ČD 130 sorozat) egy Bo'Bo' tengelyelrendezésű villamosmozdony-sorozat. 1977-ben gyártotta a Škoda. Összesen 40 db épült a sorozatból.